# Роман, Александру
Александру Роман (рум. Alexandru Roman; 26 ноября 1826, Аушеу, Трансильвания Австрийская империя (ныне жудец Бихор, Румынии)— 27 сентября 1897, Себеш) — румынский журналист, редактор, педагог, деятель культуры, член-корреспондент, один из основателей Румынской академии.

## Биография
После окончания гимназии, изучал философию, математику и теологию в Венском университете. Позже работал учителем в румынской гимназии «Samuil Vulcan» в Бьюше. Был первым преподавателем, который вёл уроки на румынском языке. С 1851 года — преподаватель румынского языка в Юридической академии в Орадя, а с 1862 по 1867 год — преподаватель румынского языка в Венгерском королевском научном университете. Был инициатором создания кафедры румынского языка и литературы в университете.
В 1866 году А. Роман был одним из основателей Румынского литературного общества, на базе которого позже возникла Румынская академия. Он также был одним из организаторов Общества любителей чтения румынской студенческой молодежи (1851) и Общества Петру Майора (1862).
В 1861—1866 годах — соредактор будапештских газет «Конкордия» («Concordia») и «Федерация» («Federațiunea», 1868—1876). На страницах этих журналов публиковал острые полемические статьи, за что несколько раз привлекался к суду. В 1868 году, за перепечатку политической декларации против венгерской системы правления и призывы к восстановлению автономии Трансильвании, был приговорён к лишению свободы на один год.
В 1865—1888 годах А. Роман был заместителем Палаты представителей в Будапеште (венгерский парламент), где защищал права румын Трансильвании и Венгрии.